# Aceleração angular
A aceleração angular é a variação da velocidade angular em relação ao tempo. Em versão escalar, esta pode ser definida como:
{\displaystyle {\alpha }={\frac {d{\omega }}{dt}}={\frac {d^{2}{\theta }}{dt^{2}}}}
ou
{\displaystyle {\alpha }={\frac {d{\omega }}{d{\theta }}}*{\frac {d{\theta }}{dt}}={\frac {d{\omega }}{d{\theta }}}*{\omega }}
No Sistema Internacional, a aceleração angular é medida em {\displaystyle rad/s^{2}}. Associando um vetor a essa grandeza, temos a versão vetorial:
{\displaystyle {\vec {\alpha }}={\frac {d{\vec {\omega }}}{dt}}}
{\displaystyle {\vec {a}}={\vec {\alpha }}\times {\vec {r}}+{\vec {\omega }}\times {\vec {v}}={\vec {a}}_{t}+{\vec {a}}_{c}}
Onde {\displaystyle {\vec {\omega }}} é a velocidade angular
{\displaystyle {\vec {r}}} é a posição do corpo em relação a centro de rotação
{\displaystyle {\vec {v}}} é a velocidade do corpo em relação ao centro de rotação
{\displaystyle {\vec {a}}_{t}} é a aceleração tangencial (tangente à trajetória)
{\displaystyle {\vec {a}}_{c}} é a aceleração centrípeta